# Marco Rossi-Doria
Marco Rossi-Doria (Napoli, 19 marzo 1954) è un insegnante e politico italiano.
Esperto di politiche educative e sociali, è stato sottosegretario di Stato al Ministero dell'istruzione, dell'università e della ricerca dal 29 novembre 2011 al 22 febbraio 2014 nei governi Monti e Letta. 

## Biografia

### Attività didattica
Nato a Napoli, figlio dell'economista e politico socialista Manlio Rossi-Doria, ha studiato al liceo classico Virgilio di Roma dal 1968 al 1973 dove ha partecipato alla contestazione studentesca e ai movimenti della sinistra. Sospeso per motivi disciplinari nel 1973, ha svolto gli esami di maturità l'anno successivo come privatista, conseguendo non la maturità classica ma quella magistrale, avendo preso la decisione di dedicarsi all'insegnamento. Si forma professionalmente nel Movimento di Cooperazione Educativa (MCE).
Nel 1975 vince il concorso magistrale e diventa maestro elementare. Da allora si dedica al lavoro di maestro, prima nel quartiere di Primavalle, a Roma, poi a Torre Annunziata. Nel 1984, in aspettativa non pagata, insegna alla Scuola Montessori di Richmond (California, USA). Ritorna l'anno successivo alla scuola di Torre Annunziata. Nel 1987 vince il concorso per le scuole italiane all'estero. Insegna in Kenya dal 1987 al 1990, dove collabora con le ONG che lavorano con i ragazzi del settore manifatturiero informale Jua Kali. Insegna poi nella scuola elementare statale di Parigi, dal 1990 al 1993. Tornato a Napoli nel 1994, oltre a dedicarsi all'insegnamento partecipa al lavoro di strada con bambini e adolescenti nel quartiere dove vive insieme all'Associazione Quartieri Spagnoli: doposcuola, laboratori creativi, costruzione di una rete integrata nella prospettiva dello sviluppo locale partecipativo, avvio di percorsi scuola-lavoro.
Il ministro Luigi Berlinguer - su progetto pilota nei Quartieri Spagnoli – lo nomina primo maestro di strada d'Italia (1994-1997). Sulla base di questa esperienza è cofondatore – insieme a Cesare Moreno, Carla Melazzini e altri - del progetto Chance, una innovativa scuola pubblica di seconda occasione e di avvio alla formazione professionale e a stage in botteghe artigianali in tre quartieri a forte rischio sociale di Napoli, esperienza di punta della legge 285/97 ritenuta buona pratica dalla UE e dal Consiglio d'Europa - nel quale, oltre a insegnare ad adolescenti drop-out, ha co-curato progettazione e coordinamento per dieci anni (1996-2006).
Ha fondato e presieduto (2001-2007) la Onlus Maestri di strada per l'accompagnamento alla formazione e al lavoro di ragazzi e ragazze in difficoltà.
È stato membro della Commissione per la Riforma dei cicli di istruzione su nomina del Ministro Tullio De Mauro (2000-2001) e della Commissione di studio per un Codice deontologico degli insegnanti su nomina del Ministro Letizia Moratti (2001-2002).
Ha fatto parte della delegazione italiana presso le sessioni ONU per l'implementazione della Convenzione internazionale sui diritti dell'infanzia del 1989 di New York (2000-2001). Ha presieduto la commissione di studio del Consiglio d'Europa sui bambini non accompagnati (2000). È stato cofondatore della rete italiana di scuole della seconda occasione. È membro della network europea di lotta alle povertà (European Anti-poverty Network). Ha fatto parte del direttivo nazionale della Unione per la lotta all'analfabetismo e del comitato scientifico di Legambiente e Cooperazione educativa.

### Attività politica
È stato impegnato presso la segretaria tecnica del viceministro della pubblica istruzione del Governo Prodi II Mariangela Bastico dall'agosto 2006 al maggio 2008. Con nomina del Ministro Giuseppe Fioroni ha fatto parte della Commissione nazionale che ha elaborato le competenze e i saperi relativi all'elevamento dell'obbligo di istruzione a 16 anni e della Commissione che ha scritto le Nuove indicazioni nazionali per la scuola di base. Nel 2007 è stato nominato membro della Commissione nazionale di indagine sulla povertà e sull'esclusione sociale (CIES) per il triennio 2007-2009.

#### Candidatura a sindaco di Napoli
Nel 2006, in occasione delle elezioni amministrative, si candida a sindaco di Napoli per il movimento Decidiamo insieme. Nel 2009 si è trasferito a Trento dove è stato docente utilizzato presso il Dipartimento istruzione della Provincia autonoma di Trento, curando la lotta al disagio, l'innovazione nella formazione professionale con il progetto Campus, la costruzione dei percorsi scuola-lavoro in obbligo di istruzione e l'innovazione dei servizi rivolti ai bisogni educativi speciali.

#### Sottosegretario al MIUR
Il 29 novembre 2011 è stato nominato sottosegretario di Stato al Ministero dell'Istruzione, dell'Università e della Ricerca nel Governo Monti.
Riconfermato il 2 maggio 2013 sottosegretario di Stato al Ministero dell'Istruzione, dell'Università e della Ricerca anche nel successivo Governo Letta.

#### Assessore comunale di Roma
Il 28 luglio 2015 viene nominato dal Sindaco di Roma Ignazio Marino, nel terzo rimpasto dopo lo scandalo Mafia Capitale, come nuovo Assessore all'Istruzione, alla formazione professionale e alle politiche per le periferie di Roma Capitale. In poche settimane riesce a evitare, per l'anno 2015-2016 la grave crisi occupazionale che avrebbe coinvolto molte centinaia di educatrici e maestre di Roma a causa della mancata equiparazione tra docenti statali e comunali grazie al lavoro svolto insieme all'ANCI, d'accordo con MIUR, Ministero della Funzione Pubblica e Ministero del Lavoro. In seguito elabora una specifica delibera di indirizzo della Giunta capitolina che prospetta un dettagliato piano occupazionale nel settore, con rigorose coperture di bilancio. L'8 ottobre 2015 si dimette da assessore alla Scuola, avendo constatato che la Giunta non aveva più una maggioranza e torna a Napoli dove lavora, come docente comandato, presso l'Ufficio scolastico Regionale della Campania. 

#### Elezioni politiche del 2018
Alle elezioni politiche del 2018 viene candidato alla Camera dei deputati nel collegio uninominale Campania 1 - 07 (Napoli San Lorenzo), sostenuto dalla coalizione di centro-sinistra in quota Partito Democratico, raccogliendo il 21,12% dei voti e risultando sconfitto dal candidato del Movimento 5 Stelle Raffaele Bruno (43%) e superato da quella del centro-destra Caterina Miraglia (26,72%).

### Attività letteraria
È autore del libro Di mestiere faccio il maestro, Napoli, L'Ancora del Mediterraneo, 2000, finalista del premio Viareggio – letteratura. È coautore di La scuola deve cambiare, Napoli, L'Ancora del Mediterraneo, 2006, Con l'altro davanti, Padova, Libreriauniversitaria edizioni 2014, La scuola è mondo, Ed. Gruppo Abele, 2015. 
Collabora con numerosi riviste, italiane e straniere, sui temi della scuola, dei diritti all'infanzia, delle politiche di welfare e inclusione sociale e con i quotidiani La Stampa, L'Unità e La Repubblica.
Ha conseguito un baccellierato in Scienze dell'educazione presso la Pontificia università salesiana. Premio Unicef Italia per l'infanzia (2000) è anche Medaglia d'oro del Presidente della Repubblica per la cultura, l'educazione e la scuola (2001).
Gestisce un blog su internet.
Nel 2021 succede a Carlo Borgomeo come Presidente dell'impresa sociale "Con i Bambini".